# Pilpaküla (Vara)
Pilpaküla – wieś w Estonii, w prowincji Tartu, w gminie Vara.